# Laboratori Nazionali del Gran Sasso

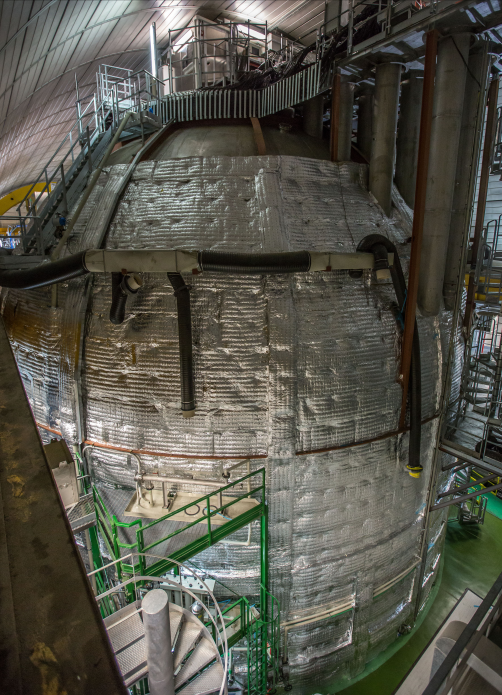
Der Borexino-Detektor

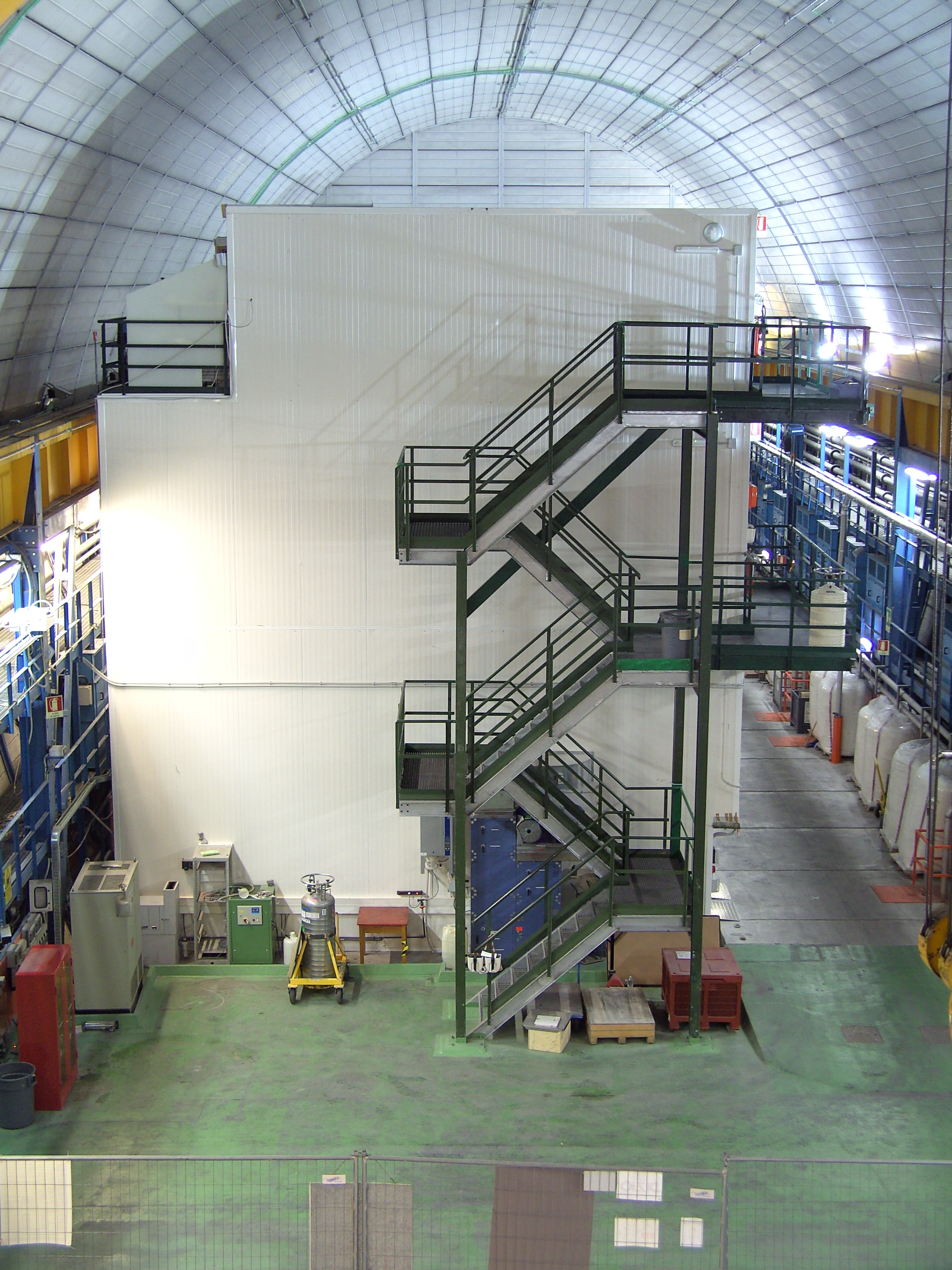
Das CRESST-Experiment in der Halle A des LNGS

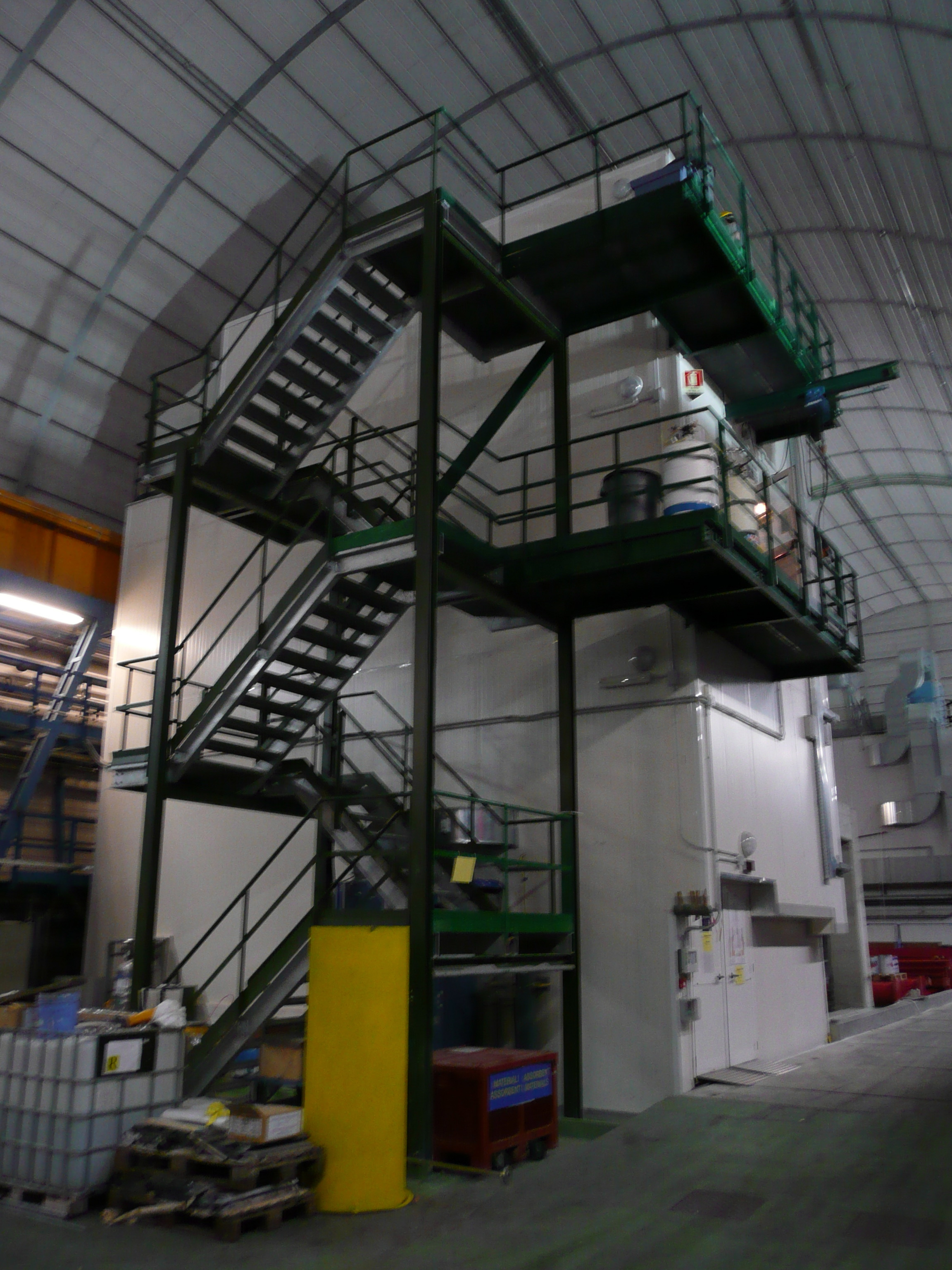
CRESST

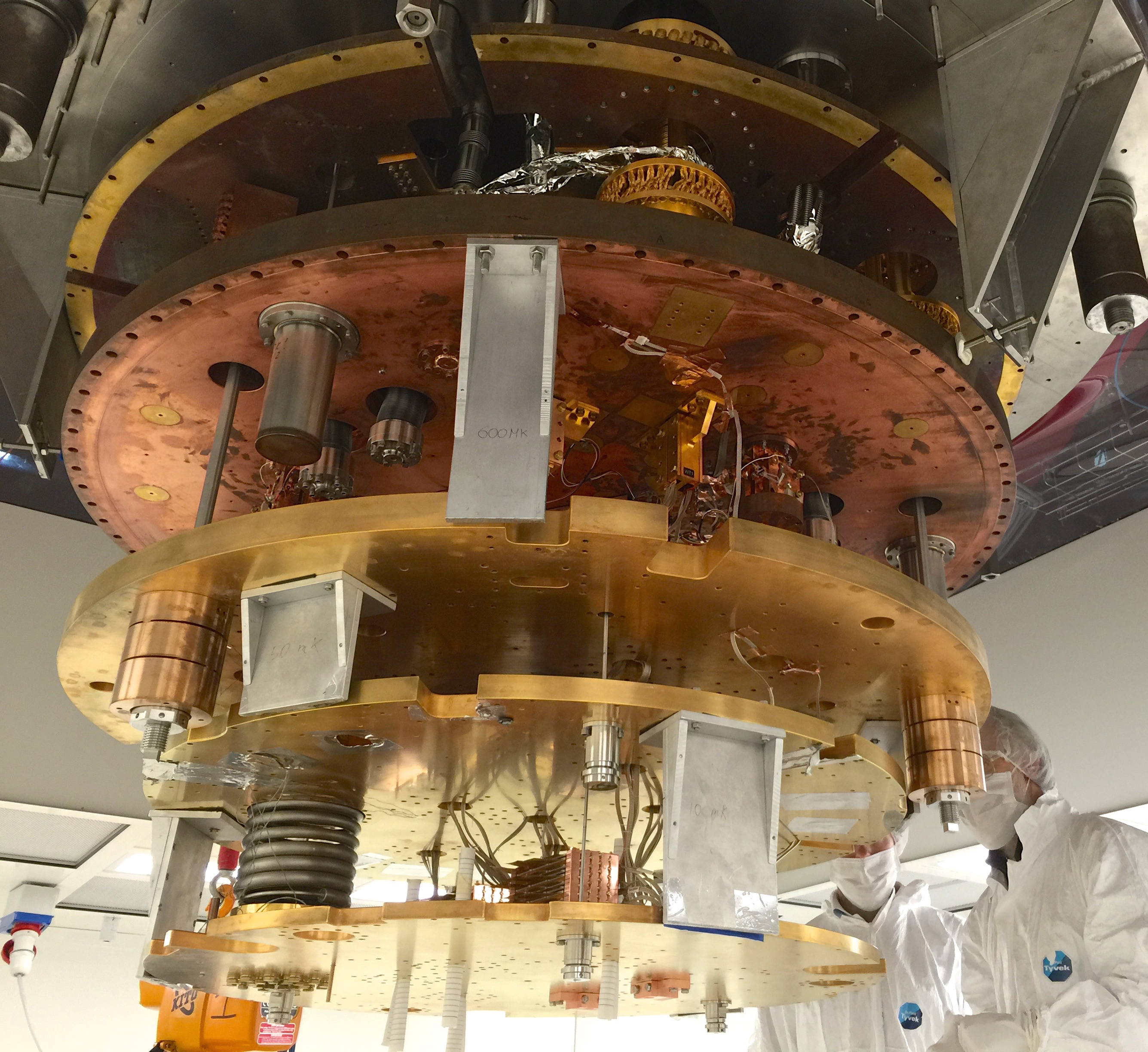
Der Kryostat von CUORE im Bau, 2014

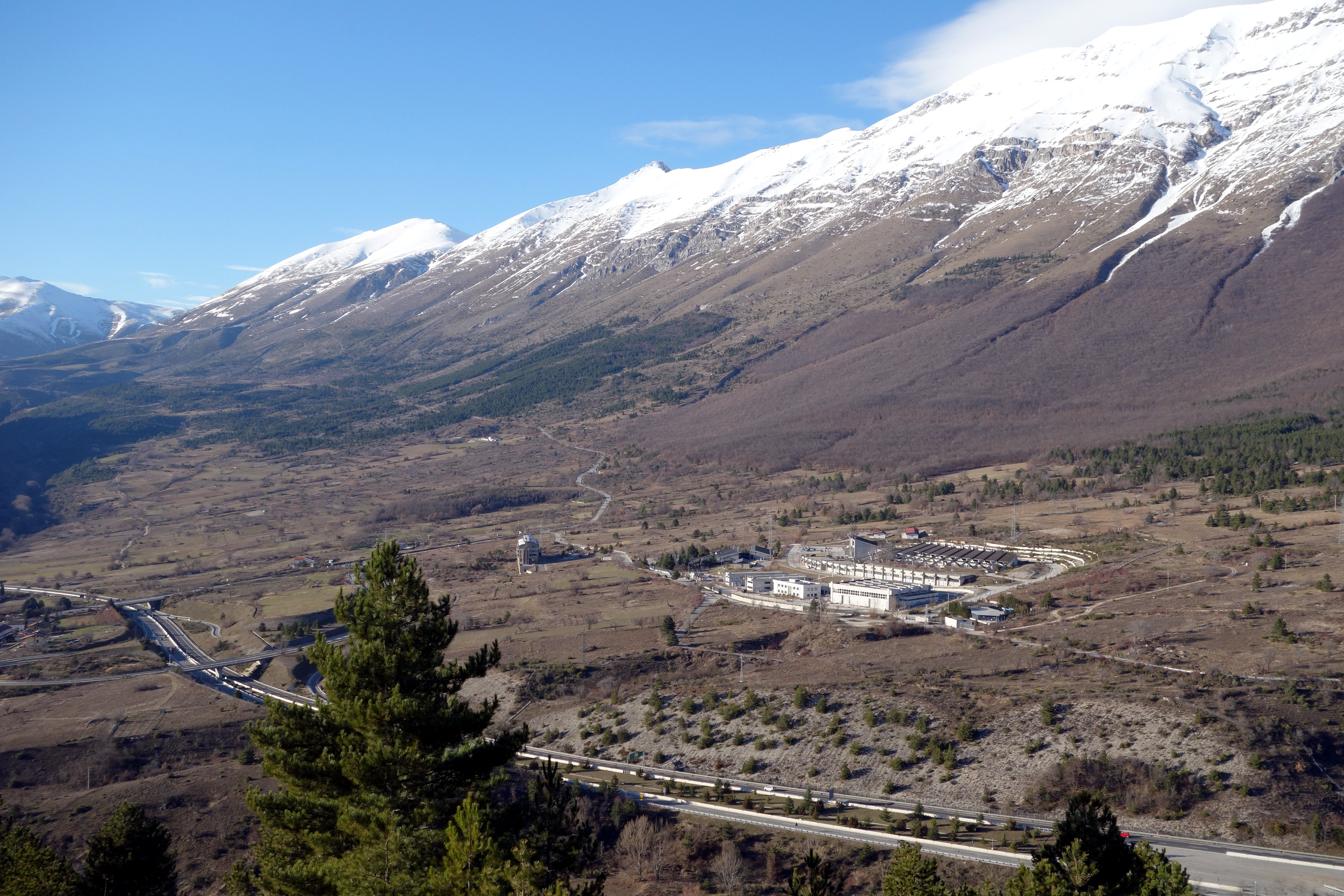
Oberirdische Labore des LNGS

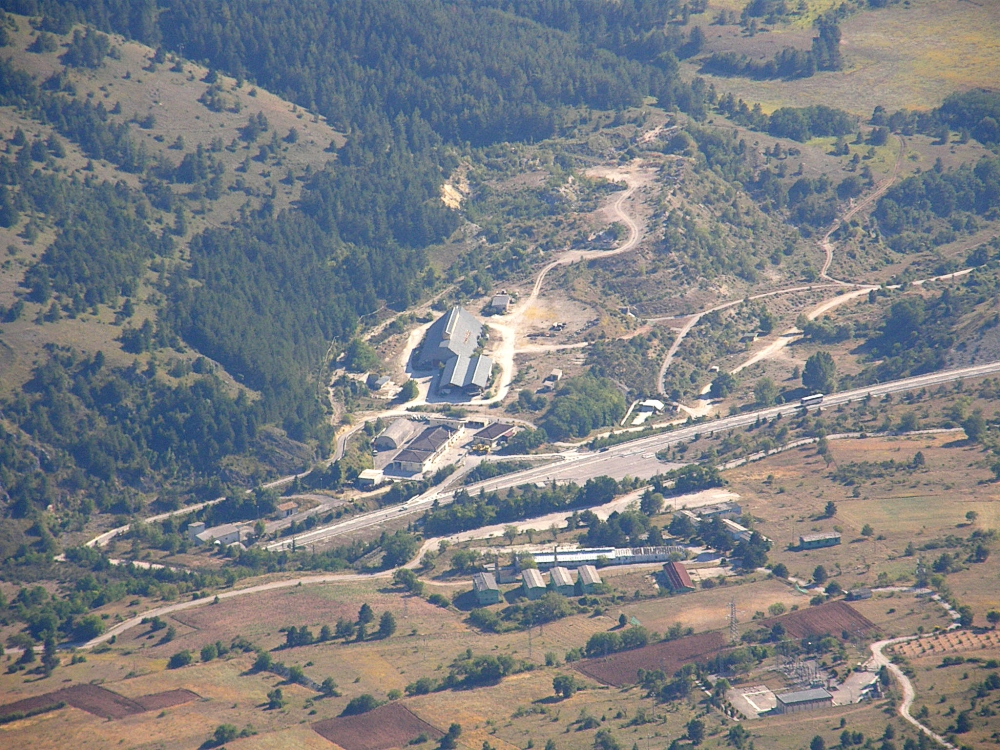
Die Versorgungsanlagen und weitere oberirdischen Labore am Ende des Tunnels Richtung L’Aquila

Die Laboratori Nazionali del Gran Sasso (LNGS) sind die größten unterirdischen Versuchslabore zur Untersuchung von Elementarteilchen der Welt und befinden sich im Gran Sasso d’Italia in der Nähe von L’Aquila.  Sie bestehen aus drei großen Forschungshallen (jeweils 100 Meter lang, 20 Meter breit und 18 Meter hoch) und einem Bypass-Tunnel mit einem Gesamtvolumen von etwa 180 000 m³. Sie gehören zum Istituto Nazionale di Fisica Nucleare (INFN). Die Hallen liegen entlang des Gran-Sasso-Tunnels, über den auch der ebenerdige Zugang erfolgt. Sie sind durch 1400 m Fels des darüberliegenden Abruzzischen Apennin von störender kosmischer Strahlung abgeschirmt. Auf einem mehrere Hektar großen Areal außerhalb des Tunnels im Nationalpark an den Hängen des Gran Sasso sind die Leitung des Labors, Büros, weitere Laborräume, Werkstätten und das Rechenzentrum untergebracht. Derzeit beteiligen sich rund 1000 Wissenschaftler aus über 30 Ländern an den experimentellen Aktivitäten der LNGS und des Gran Sasso Science Institute.

## Experimente

### OPERA
Von August 2006 bis Dezember 2012 sendete CERN einen CNGS genannten Strahl von Myonen-Neutrinos in Richtung des 730 km entfernten LNGS. Dort sollte der größte Detektor im LNGS, OPERA (Oscillation Project with Emulsion-tRacking Apparatus), einen direkten Nachweis von τ-Neutrinos erbringen und damit das letzte fehlende Puzzleteil im Rätsel der Neutrinooszillationen liefern. Der Nachweis der τ-Neutrinos erfolgte in einem etwa 1300 t schweren Blei-Emulsions-Target. Elektronische Detektoren dienten der Echtzeit-Rekonstruktion geladener Teilchen und als Trigger. OPERA ist etwa 20 m lang, 10 m breit und 10 m hoch und wiegt inklusive der umgebenden Struktur fast 5000 t. Im September 2011 wurden mit Hilfe des OPERA-Detektors gewonnene Messwerte veröffentlicht, die darauf hindeuteten, dass sich die CERN-Neutrinos schneller als das Licht fortbewegen (siehe „OPERA-Neutrino-Anomalie“). Daten der ICARUS-Gruppe zeigten jedoch, dass diese Messwerte falsch waren (siehe „ICARUS (2012)“). Das Experiment soll in den USA am Fermilab wiederholt werden.

### ICARUS
Das ICARUS-Experiment (Imaging Cosmic And Rare Underground Signals) benutzt einen Flüssig-Argon-(LAr)-Detektor zum Studium der Neutrinos des CNGS-Strahls. Der Detektor ist mit 760 Tonnen Flüssigargon gefüllt.

### BOREXINO
Für den Nachweis nieder- und mittelenergetischer solarer Neutrinos wurde BOREXINO konzipiert. Der Nachweis der Neutrinos erfolgt über Neutrino-Elektron-Streuung in einem 300 t schweren unsegmentierten Flüssigszintillator. Seit Mai 2007 werden mit BOREXINO Daten erfasst. Zum ersten Mal konnten mit BOREXINO direkt solare Neutrinos aus dem Einfang von Elektronen in 7Be nachgewiesen werden. Das Bild der Neutrinooszillationen konnte bestätigt werden. Seit 2008 wurden auch Daten zu 8B-Neutrinos veröffentlicht. BOREXINO ist damit das erste Experiment, das beide Neutrinoquellen der Sonne vermessen hat. BOREXINO wird in Zukunft wichtige Daten zu thermonuklearen Fusionsprozessen im Zentrum der Sonne liefern.

### LVD
Das LVD-Experiment (Large Volume Detector) dient zur Messung von Neutrinos von stellaren Ausbrüchen in der Milchstraße oder den Magellanschen Wolken, oder zum Studium anderer astrophysikalischer Phänomene.

### MACRO
Seit 1989 dient das MACRO-Experiment dem Nachweis von Neutrinos aus Supernovae in Echtzeit. Es war ursprünglich zur Suche nach magnetischen Monopolen ausgelegt und besitzt ein segmentiertes Target aus 550 t Flüssigszintillator.

### XENON100 und XENON1T
Das XENON100-Experiment dient der Suche nach WIMPs, nutzt als Target 62 kg flüssiges, reines Xenon und misst die schwer nachweisbaren Ladungs- und Lichtsignale, die bei den seltenen Kollisionen von WIMPs mit Xenon-Atomkernen erwartet werden. Um falsche Signale aufgrund der restlichen Radioaktivität in der Umgebung des Detektors auszuschließen, werden nur Ereignisse in den inneren 34 kg des flüssigen Xenons als mögliche Signale gewertet. Zusätzlich ist der Detektor durch Schichten von Kupfer, Polyethylen, Blei und Wasser abgeschirmt, wodurch Untergrundeinflüsse weiter reduziert werden. Die Analyse der Daten aus einer 13-monatigen Laufzeit des XENON100-Detektors ergab die eine obere Grenze von 2·10−25 cm² für den Wirkungsquerschnitt einer WIMP-Masse von 50 GeV.

### GERDA
GERDA sucht nach dem neutrinolosen Doppel-Betazerfall. In GERDA (GERmanium Detector Array) werden nackte Detektoren, die zu 86 % mit dem Isotop Germanium 76 angereichert sind, in einer Abschirmung aus hochreinem, flüssigem Argon betrieben. In einer ersten Phase nimmt der Detektor seit November 2011 Daten auf. In einer zweiten Phase wurde eine neue Untergrenze für die partielle Halbwertszeit des neutrinolosen Doppelbetazerfalls von Ge-76 von 5,3·1025 Jahren gefunden.

### Weitere Experimente
Neben GERDA suchen CUORE und COBRA nach dem neutrinolosen Doppel-Betazerfall.
Die Experimente DAMA und CRESST-II dienen neben XENON100 der Suche nach WIMPs, den hypothetischen Bestandteilen der Dunklen Materie. DAMA nutzt zur Identifikation der sehr seltenen Signale von WIMPs im störenden Untergrund nicht aufwändige Per-Ereignis-Unterscheidungstechniken, sondern die Schwankungen der erwarteten WIMP-Rate im Jahresverlauf. Durch Auswertung der Daten von sieben Jahren ergab sich der Nachweis eines WIMP-Kandidaten mit einer Masse von 60 GeV/c² und einem Wirkungsquerschnitt von 10−41 cm². Dies widerspricht aber den negativen Ergebnissen anderer WIMP-Detektoren.
LUNA (Laboratory for Underground Nuclear Astrophysics) ist ein Experiment zur nuklearen Astrophysik und betreibt den einzigen Teilchenbeschleuniger (400 keV, Ionen) weltweit unter den einzigartigen Bedingungen eines solchen Untertagelabors.
In den Jahren 1991 bis 2003 befanden sich das radiochemische Experiment GALLEX und das Nachfolgeexperiment G.N.O. im LNGS.
Die Laboratori nazionali del Gran Sasso sind, wie die drei anderen europäischen Untergrundlaboratorien
Laboratoire Souterrain de Modane,
Laboratorio subterráneo de Canfranc und
Boulby Underground Laboratory,
der Koordinierungsgruppe ILIAS angeschlossen.